# Campionato di calcio del Madagascar
Il campionato di calcio del Madagascar è un insieme di tornei nazionali, regionali e distrettuali istituiti dalla Federazione calcistica del Madagascar nel 1961. I campionati sono suddivisi e organizzati in tre livelli, di cui il primo, nazionale, è inquadrato nell'area del professionismo o semi-professionismo, mentre quelli regionali e distrettuali sono a carattere dilettantistico.

## Organizzazione
Il Madagascar fino al 2009 ha avuto un'organizzazione inusuale dei tornei. Il primo livello, denominato Madagascar Champions League o THB Champions League per ragioni di sponsorizzazione, dove i club qualificati provenivano da ciascuna delle 22 regioni del Madagascar, che a loro volta organizzano i campionati del secondo livello, denominati con il nome della regione seguito dalla dicitura Champions League. Il terzo livello comprende 114 campionati a carattere distrettuale.
Dal 2009 i tornei sono organizzati a livello biennale anziché annuale, la denominazione in Madagascar Pro League oppure Orange Pro League per ragioni di sponsorizzazione, e i campionati regionali di secondo livello hanno il nome della regione seguito dalla dicitura Pro League. Dei 22 tornei regionali il più prestigioso è quello della capitale, Antananarivo, che si disputa dal 1935.
Nel contesto del Madagascar molte persone sono emigrate, o cercano di emigrare principalmente in Francia, dove tanti giocatori usano il calcio (che insieme al rugby è lo sport nazionale più popolare) per imporsi. Negli ultimi anni il livello del loro calcio era semi-dilettantistico, ma grazie a un piano strategico iniziato nel 2009, dove insieme agli espatriati, hanno iniziato una campagna per nazionalizzare i calciatori francesi. È stato quindi possibile formare una buona generazione, con giocatori professionisti e in campionati importanti in Europa e in Africa, e promuovere a sua volta il massimo campionato locale e i campionati regionali.

## Livelli
| Livello | Divisioni campionati                              | Divisioni campionati                              | Divisioni campionati                              | Divisioni campionati                              | Divisioni campionati                              | Divisioni campionati                              | Divisioni campionati                              | Divisioni campionati                              | Divisioni campionati                              | Divisioni campionati                              | Divisioni campionati                              | Divisioni campionati                              |
| 1       | Orange Pro League 2 gironi + eliminazione diretta | Orange Pro League 2 gironi + eliminazione diretta | Orange Pro League 2 gironi + eliminazione diretta | Orange Pro League 2 gironi + eliminazione diretta | Orange Pro League 2 gironi + eliminazione diretta | Orange Pro League 2 gironi + eliminazione diretta | Orange Pro League 2 gironi + eliminazione diretta | Orange Pro League 2 gironi + eliminazione diretta | Orange Pro League 2 gironi + eliminazione diretta | Orange Pro League 2 gironi + eliminazione diretta | Orange Pro League 2 gironi + eliminazione diretta | Orange Pro League 2 gironi + eliminazione diretta |
| 2       | Campionati regionali del Madagascar 22 gironi     | Campionati regionali del Madagascar 22 gironi     | Campionati regionali del Madagascar 22 gironi     | Campionati regionali del Madagascar 22 gironi     | Campionati regionali del Madagascar 22 gironi     | Campionati regionali del Madagascar 22 gironi     | Campionati regionali del Madagascar 22 gironi     | Campionati regionali del Madagascar 22 gironi     | Campionati regionali del Madagascar 22 gironi     | Campionati regionali del Madagascar 22 gironi     | Campionati regionali del Madagascar 22 gironi     | Campionati regionali del Madagascar 22 gironi     |
| 3       | Campionati distrettuali del Madagascar 114 gironi | Campionati distrettuali del Madagascar 114 gironi | Campionati distrettuali del Madagascar 114 gironi | Campionati distrettuali del Madagascar 114 gironi | Campionati distrettuali del Madagascar 114 gironi | Campionati distrettuali del Madagascar 114 gironi | Campionati distrettuali del Madagascar 114 gironi | Campionati distrettuali del Madagascar 114 gironi | Campionati distrettuali del Madagascar 114 gironi | Campionati distrettuali del Madagascar 114 gironi | Campionati distrettuali del Madagascar 114 gironi | Campionati distrettuali del Madagascar 114 gironi |

## Campionati regionali
Di seguito si fornisce l'elenco dei 22 campionati organizzati dalle federazioni regionali.
- Alaotra Mangoro Pro League
- Amoron'i Mania Pro League
- Analamanga Pro League
- Analanjirofo Pro League
- Androy Pro League
- Anosy Pro League
- Atsimo-Andrefana Pro League
- Atsimo-Atsinanana Pro League
- Atsinanana Pro League
- Betsiboka Pro League
- Boeny Pro League
- Bongolava Pro League
- Diana Pro League
- Ihorombe Pro League
- Itasy Pro League
- Matsiatra Ambony Pro League
- Melaky Pro League
- Menabe Pro League
- Sava Pro League
- Sofia Pro League
- Vakinankaratra Pro League
- Vatovavy-Fitovinany Pro League

## Campionati distrettuali
Di seguito si fornisce l'elenco dei 114 campionati organizzati dalle federazioni distrettuali.
- Ambalavao District League
- Ambanja District League
- Ambato-Boeni District League
- Ambatofinandrahana District League
- Ambatolampy District League
- Ambatomainty District League
- Ambatondrazaka District League
- Ambilobe District League
- Amboasary-Atsimo District League
- Ambohidratrimo District League
- Ambohimahasoa District League
- Ambositra District League
- Ambovombe-Androy District League
- Ampanihy District League
- Ampafaravola District League
- Analalava District League
- Andapa District League
- Andilamena District League
- Andramasina District League
- Anjozorobe District League
- Ankazoabo-Atsimo District League
- Ankazobe District League
- Anosibe An'Ala District League
- Antalaha District League
- Antanambao Manampotsy District League
- Antananarivo Atsimondrano District League
- Antananarivo Avaradrano District League
- Antananarivo Renivohitra District League
- Antanifotsy District League
- Antsalova District League
- Antsirabe I District League
- Antsirabe II District League
- Antsiranana I District League
- Antsiranana II District League
- Antsohihy District League
- Arivonimamo District League
- Bealanana District League
- Befandriana Avaratra District League
- Befotaka District League
- Bekily District League
- Beloha District League
- Belon'i Tsiribihina District League
- Benenitra District League
- Beroroha District League
- Besalampy District League
- Betafo District League
- Betioky-Atsimo District League
- Betroka District League
- Boriziny-Vaovao District League[2]
- Fandriana District League
- Farafangana District League
- Faratsiho District League
- Fenoarivo-Afovoany District League
- Fenoarivo-Atsinanana District League[3]
- Fianarantsoa I District League
- Iakora District League
- Ifanadiana District League
- Ihosy District League
- Ikalamavony District League
- Ikongo District League
- Isandra District League[4]
- Ivohibe District League
- Kandreho District League
- Lalangina District League[4]
- Maevatanana District League
- Mahabo District League
- Mahajanga I District League
- Mahajanga II District League
- Mahanoro District League
- Maintirano District League
- Mampikony District League
- Manakara-Atsimo District League
- Mananara Avaratra District League
- Manandriana District League
- Mananjary District League
- Mandoto District League[5]
- Mandritsara District League
- Manja District League
- Manjakandriana District League
- Maroantsetra District League
- Marolambo District League
- Marovoay District League
- Miandrivazo District League
- Miarinarivo District League
- Midongy-Atsimo District League
- Mitsinjo District League
- Morafenobe District League
- Moramanga District League
- Morombe District League
- Morondava District League
- Nosy Be District League
- Nosy Boraha District League[6]
- Nosy Varika District League
- Sakaraha District League
- Sambava District League
- Soalala District League
- Soanierana Ivongo District League
- Soavinandriana District League
- Toamasina I District League
- Toamasina II District League
- Tolagnaro District League
- Toliara I District League
- Toliara II District League
- Tsaratanana District League
- Tsihombe District League
- Tsiroanomandidy District League
- Vangaindrano District League
- Vatomandry District League
- Vavatenina District League
- Vohemar District League[7]
- Vohibinany District League[8]
- Vohibato District League[4]
- Vohipeno District League
- Vondrozo District League